# Giovanni da Vigo
Cet article possède un paronyme, voir Jean Vigo.
Giovanni (ou Giannettino) da Vigo, né v. 1450 à Rapallo,, mort en 1525 à Rome, est un médecin et chirurgien italien. En français on l'appelait Jean de Vigo.

## Biographie
Il n'est pas certain que son père ait été Battista, de Rappallo, chirurgien renommé,.
Vigo fait ses études à Gênes, puis, à l'invitation du marquis Ludovico Ier, à Saluces, qui abrite un certain nombre de médecins célèbres du temps. Parmi eux un concitoyen, Battista da Rapallo, au service du marquis de Saluces, qui sera son maître et qu'il assistera durant le siège de la ville en 1485–86.
De 1487 à 1495 on le trouve à Gênes, où il s'est établi médecin-chirurgien. Il entre ensuite, à Savone, au service du cardinal Giulio della Rovere, qui, en 1503, est élu pape sous le nom de Jules II. Vigo est archiatre pontifical jusqu'à la mort de ce pape en 1513.
Vigo a comme disciple Mariano Santo (it). Il meurt à Rome en 1525.

## Contributions
Joseph-François Malgaigne, qui est loin d'être un panégyriste de Vigo même s'il reconnaît en lui « un esprit observateur, un praticien heureux et habile et un savant fort érudit », explique son prodigieux succès d'édition en disant que les ouvrages publiés jusqu'alors « ne parlaient pas des deux choses dont les chirurgiens se souciaient le plus, les plaies d'armes à feu et la vérole ».
Vigo a en effet laissé sa marque principalement en médecine militaire, dans le traitement des blessures d'armes à feu, que les Anciens ignoraient, et pour lesquelles il recommande la ligature des vaisseaux sanguins,. Comme il croit que la poudre des « bâtons à feu » est un poison, il prescrit le même traitement (cautérisation) que pour les morsures d'animaux venimeux ou de chiens enragés.
Les Anciens ignoraient aussi la syphilis ; Vigo, premier médecin en Italie à l'étudier, la soigne avec des fumigations de cinabre et de dioxyde de mercure sur les ulcères,,. Ce remède prend le nom de « poudre rouge de Vigo ».

## Œuvres (liste partielle)

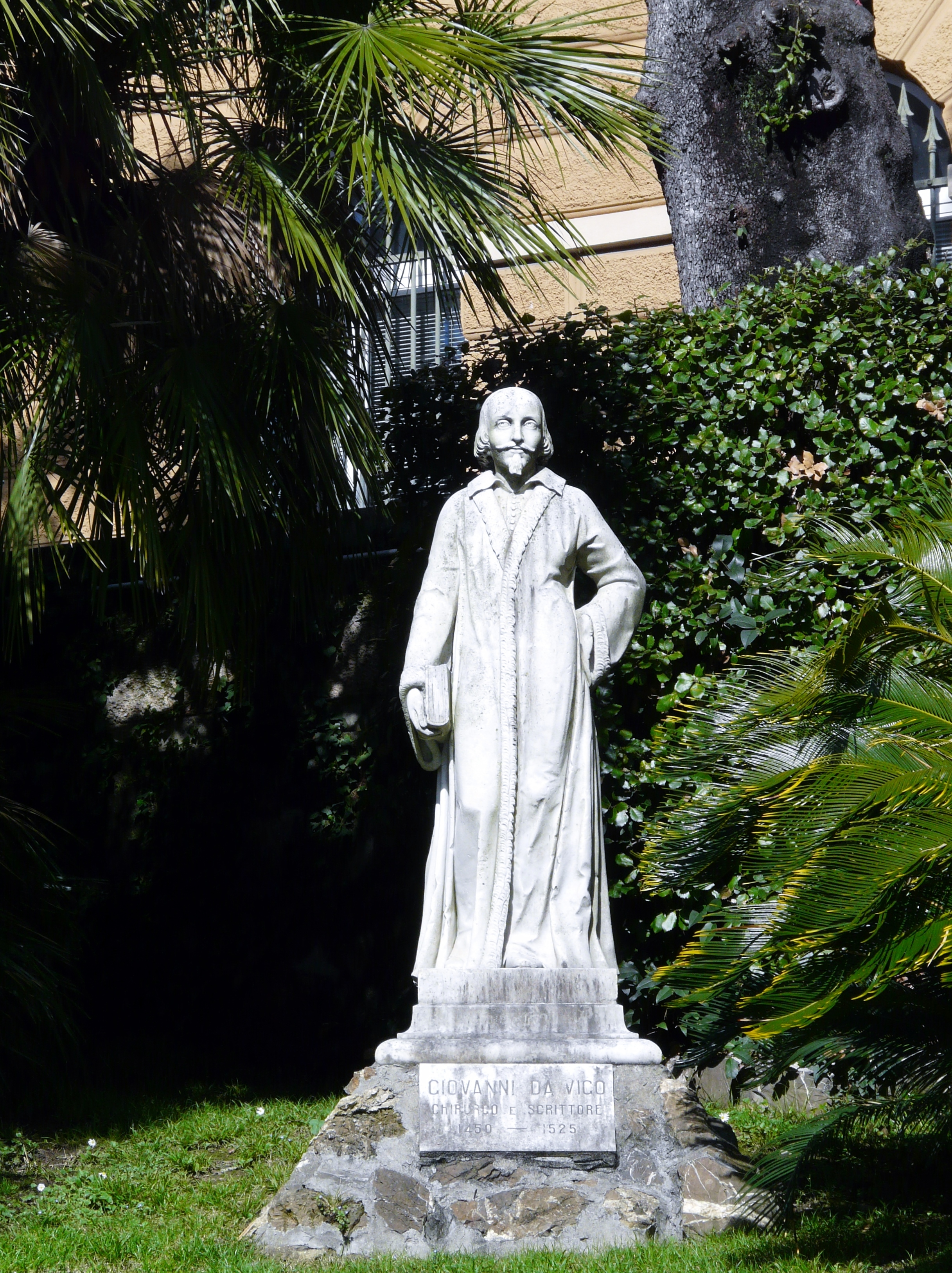
Monument à Vigo, Rapallo, sculpture de Carlo Rubatto

L'œuvre de Vigo s'appelle Practica : « La practique et cirurgie : division de ladicte practique ; La premiere partie est nommée la copieuse contenant neuf livres particuliers ; La seconde est dicte compendieuse qui contient cinq livres particuliers » (traduction de Nicolas Godin).
- Practica in arte chirurgica copiosa, 1516
- Secunda pars practica…
- La practique et cirurgie de excellent docteur en medecine Maistre Jehan de Vigo nouvellement imprimee et recogneue diligentement sur le latin avec les aphorismes et canons de cirurgie, trad. Nicolas Godin, 1542
- Le mal français (1514), trad. et commentaires par Alfred Fournier, Paris, Masson, 1872 — Le « mal français » est la syphilis. Le texte de Vigo commence p. 29.

La Pratique a eu de nombreuses éditions et traductions. En latin à Pavie (1514); à Lyon (1516; 1518; 1519; 1528; 1532; 1534; 1538; 1561), en allemand à Nuremberg (Wund-Artznei, 1677), en français à Paris (1530) et Lyon (1515; 1537), en italien à Venise (1540; 1576; 1582; 1560; 1568; 1598; 1610; 1639), en espagnol (1627), en portugais (1713) et en anglais, (1543).

### Récompenses et distinctions
- Le liceo classico de Rapallo porte le nom de Vigo[22].
- Il y a à Rapallo une statue de Vigo, œuvre de Carlo Rubatto.
- L'« emplâtre de Vigo » a désigné au moins trois emplâtres[23].